# 司马邕
司马邕（？—？），字子魁，河内温县（今河南省焦作市温县）人，安平献王司马孚长子，司马望、司马辅、司马翼、司马晃、司马瓌、马珪、司马衡、司马景的长兄。《晋诸公赞》则作司马望为长子。

## 生平
司马邕起先为安平王世子，拜步兵校尉、侍中，在司马孚之前去世，被追赠辅国将军。谥号贞。司马邕的儿子司马崇为安平王世孙，也是早夭，泰始九年（273年），司马崇的弟弟平阳亭侯司马隆被册立为安平王。

## 家庭

### 子女
- 司马崇，西晋安平王世孙
- 司马隆，西晋安平穆王
- 司马殷，西晋常山王
- 司马敦，西晋安平王，司马隆的胞弟[3]，太康二年三月丙申（281年4月20日）卒[4]
- 司马承，西晋武邑王

## 延伸阅读
[在维基数据编辑]
 《晉書·卷037》，出自房玄齡《晉書》